# Watertoren (Gilze)
De watertoren in het Nederlandse dorp Gilze werd gebouwd in 1932. Het ontwerp met art-decokenmerken is van de hand van architect Hendrik Sangster. De watertoren, die in het geheel was opgetrokken uit baksteen, had een hoogte van 35,40 meter. In de toren bevonden zich twee waterreservoirs met een inhoud van 125 resp. 50 m³.
Op 10 oktober 1944 is de watertoren door Duitse troepen opgeblazen samen met het raadhuis en de molen. De restanten werden enkele jaren later gesloopt, omdat de waterleidingmaatschappij besloten had een nieuwe waterwinplaats te stichten in plaats van de toren te herbouwen.
Almkerk
Oude · 
Nieuwe · 
Bergen op Zoom · 
Breda
(Speelhuislaan ·
Wilhelminasingel) · 
Dinteloord · 
Dongen · 
Eindhoven
(Willem Elsschotlaan ·
TU ·
Anton Coolenlaan) · 
Etten-Leur
(Oude ·
Isover) · 
Fijnaart · 
Gilze ·
Heeswijk · 
Helmond
(Oude ·
Raaijmakers ·
Torenstraat) · 
's-Hertogenbosch
(Hinthamereinde ·
Michelin) · 
Hooge Zwaluwe · 
Kaatsheuvel · 
Oss
(Oude ·
Nieuwe) · 
Raamsdonksveer · 
Roosendaal · 
Stampersgat · 
Steenbergen
(Oude · 
Nieuwe · 
Tilburg · 
Udenhout
(Assisië ·
Vincentius) ·
Vught · 
Waalwijk · 
Zevenbergen
(Oude ·
Nieuwe) ·